# Söll von Aichberg und Teissegg
Söll von Aichberg und Söll von Teissegg (alternative Schreibweise Sell) ist der Name von zwei stammverwandten Briefadelsgeschlechter aus Tirol, die im Fürstbistum Brixen über Jahrhunderte einflussreiche Ämter und Stellungen bekleideten. Beide Linien wurden in den erblichen Reichsritter- und Freiherrenstand erhoben und sind im Verlauf des 19. Jahrhunderts im Mannesstamm erloschen. Die Söll von Aichberg und Söll von Teissegg sind zu unterscheiden von den Söll zu Ehningen und Richtenberg, Vasallen der Grafen von Cöln.

## Etymologie
Söll oder Sell könnte sich nach Heufler vom althochdeutschen Personennamen "Salo" bzw. "Salibert" ableiten, oder vom mittelhochdeutschen Wort „selida“, das so viel wie Herberge, Ort oder Haus bedeutet, vergleichbar mit der Gemeinde Söll (Tirol).

## Herkunft
Herkunftsort ist der Amserhof im Wielental, einem Seitental des Pustertales. Auf dem Hof in Niederwielenbach saß im Mittelalter das niedere Adelsgeschlecht "de Wuolenbach" bzw. "von Wüelenbach". In der Schenkungsurkunde von 1181 an das Kloster Neustift, tritt Ottager von Wüelenbach als Zeuge auf. 1183 erscheint letzterer ein weiteres Mal unter den Adligen die einen Streit zwischen Arnold von Rodank und Chunrad von Grabental schlichteten. Dessen Bruder Heinrich erwähnt 1188 eine Schenkungsurkunde des Burggrafen Albert von Brixen als Zeuge. 1229 bestätigte u. a. Hartmann von Wuelenbach eine Schenkung von Gertrud von Lamprechtsburg an das Kloster Neustift. Heinrich, genannt "der Amser", soll um 1360 vom Amserhof nach Bruneck gezogen sein und nachdem er dort das Bürgerrecht erlangte, den Namen Söll angenommen haben. Er war somit Stammvater der Herren von Söll, die sich in zwei Hauptlinien teilten. Auch Mayrhofen und Heufler zufolge waren die Söll von Aichberg und Söll von Teissegg eines Stammes, führten jedoch verschiedene Wappen und wurden zu unterschiedlichen Zeiten geadelt und gefreit. Christoph Söll (* 1517; † 18. November 1552) wurde ebenfalls in "Brauneck im Etschland" in offensichtlich dieses adlige, aber verarmte Geschlecht geboren. Zum Protestantismus konvertiert und Tirol verlassen, studierte an der Universität Wittenberg, worauf er seit ca. 1540 als Theologe, erster Pädagoge am Wilhelmerstift in Straßburg und Diakon von St. Aurelien wirkte. Er war der Schwiegersohn des berühmten Elsässer Theologen und Reformators Martin Butzer.

## Söll von Aichberg
1446 erlangte Sigmund Söll von Kaiser Friedrich III. einen Wappenbrief, der als Gründer der Linie Söll von Aichberg gilt. Das Prädikat "von Aichberg" soll sich auf den Ansitz Aichberg in Eppan beziehen. Auch das redende Wappen nimmt darauf Bezug. Nachweislich gehörte den Söll in Eppan der Ansitz Von Söll. Der Urenkel von Sigmund Söll, Wolfgang, Georg, Christoph, Kaspar, Hanns und David erhob Kaiser Ferdinand I. am 4. August 1559 in Augsburg in den Reichsadelsstand. Des Weiteren wurde Wolfgang Sell von und zu Aichperg am 14. Dezember 1567 in Wien die Rotwachsfreiheit verliehen. 1600/01 kaufte Johann Jakob Söll von Aichberg Burg Neuhaus als freies Eigentum, welche 150 Jahre im Familienbesitz verblieb. Möglicherweise war er identisch mit Johann Jacob Soell von Aichberg zu Neuhaus und Jöchelsthurn, 1619 fürstbischöflicher Rat, Hof- und Lehensrichter. Die Linie nannte sich danach teilweise "Söll von Aichberg zu Neuhaus". Von 1632 bis 1635 fungierte Wolfgang Söll von Aichberg als Pfleger von Anras. Auf Befehl der Tiroler Landesfürstin, Erzherzogin Claudia de Medici wurde Peter Paul Söll von Aichberg und Hanberg am 14. März 1646 in die Adelsmatrikel Tirols eingetragen, womit die Linie landständisch wurde. Den Söll von Aichberg gehörte u. a. die Eppburg in Trens bei Sterzing und von 1601 bis 1743 Burg Neuhaus in Taufers. Zeitweise besaß die Familie im 17. Jahrhundert ein Stadthaus in Meran, 1668 den Tschengelser Hof in Obermais, sowie den Thurnerhof in Gratsch unter Schloss Tirol. Der Sohn des Pflegers von Sterzing Ferdinand Joseph Sell von Eichberg und Neuhaus (* 1663) absolvierte 1680 das Jesuitengymnasium in München. Am 24. Mai 1751 erhielt der Tiroler Landmann Johann Baptist von Söll zu Aichberg und Hahnberg den Freiherrenstand, anderen Quellen zufolge Josef Amadeus Söll mit dessen ledigen Sohn die Linie erloschen ist.

## Söll von Teissegg

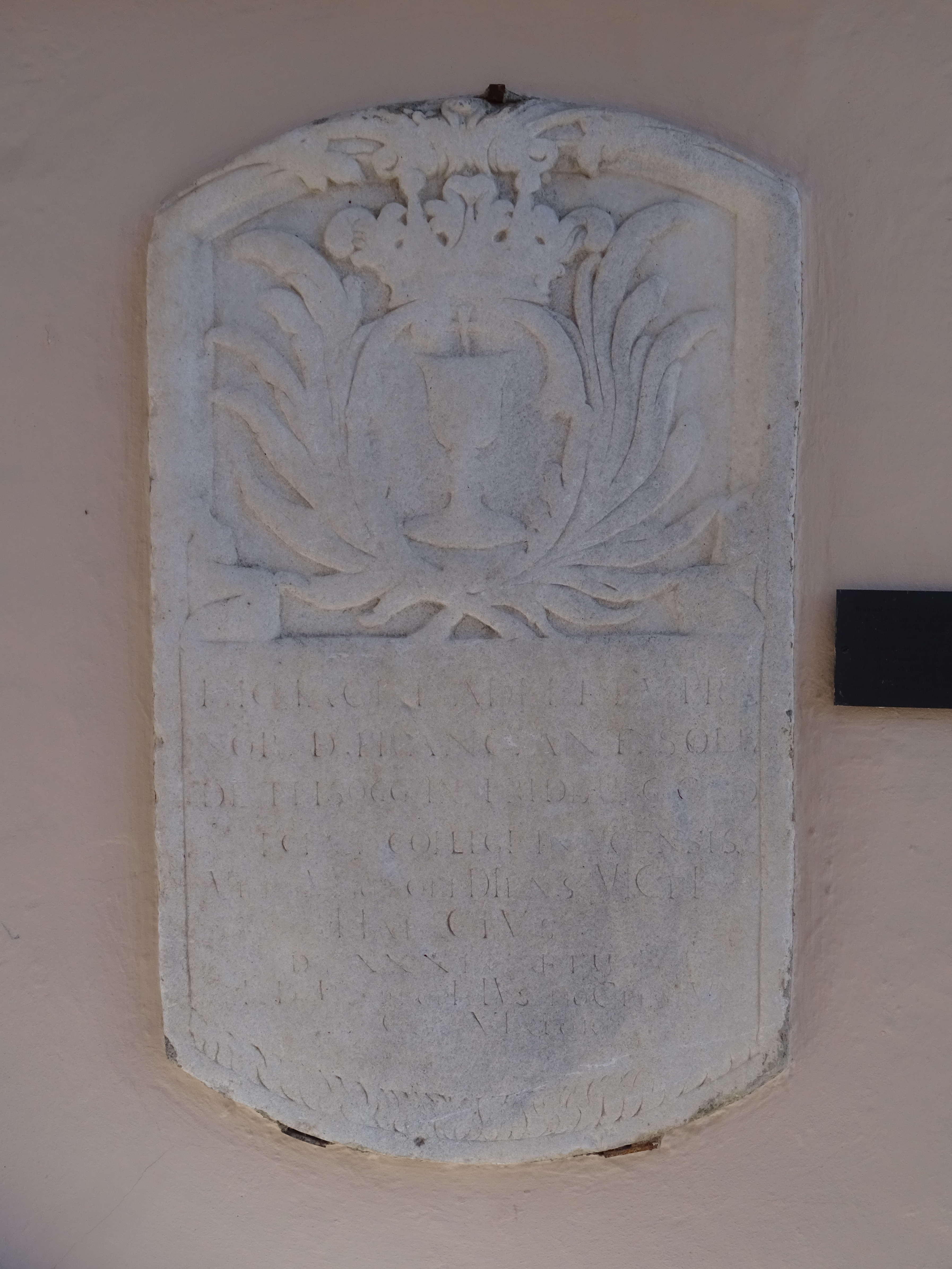
Grabstein von Franz Anton Söll von Theisegg zu Friedburg in Lajen

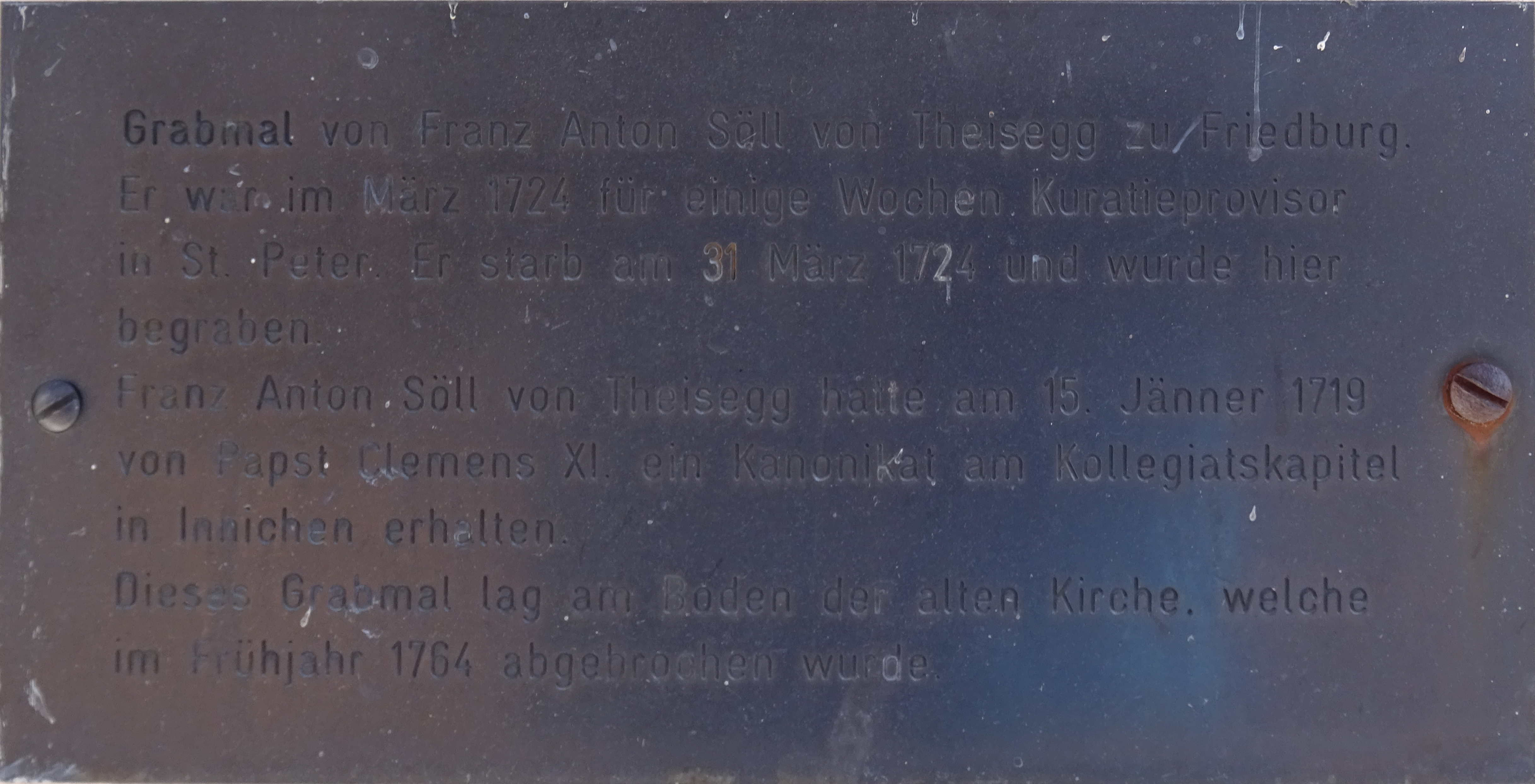
Gedenktafel für Franz Anton Söll von Theisegg in Lajen

1442 erhielt der älteste Sohn von Heinrich, Lienhart Söll einen Wappenbrief. Heufler zufolge soll letzterer der Onkel bzw. Vatersbruder von Sigmund Söll gewesen sein, dem Gründer der Linie Söll von Aichberg. 1449 erscheint in Bruneck der Wappenträger Erasem Söll, sowie 1574 Lukas, Sohn des verstorbenen Niclas Söll. 1450 stiftete Erasmus Söll im Spital von Bruneck ein Benefizium. Peter Söll der Ältere bekleidete 1501 das Amt des Bürgermeisters von Bruneck, der 1520 den später sogenannten Ansitz Teissegg in Bruneck an sich brachte. Am 27. November 1501 händigte Kaiser Maximilian I. Peter Seel von Bruneck (Brauneck) einen Wappenvermehrungsbrief aus. Am 5. November 1542 verlieh Kaiser Ferdinand I. in Wien den Brüdern Peter (der Jüngere) und Wolf Sell einen Adelsdiplom inkl. einer Wappenbesserung und dem Prädikat "von Teissegg". Diese standen in kaiserlichen Kriegsdiensten und kämpften bei der Ersten Wiener Türkenbelagerung. Des Weiteren bekleidete Peter von Söll das Amt des tirolerischen Zahlmeisters für die Armee in Ungarn, den man nach der Niederlage bei Ofen, mit der Verteidigung von Neustadt betraute. Am 17. Juli 1551 erfolgte in Innsbruck eine Adelsbestätigung. Ende des 16. Jahrhunderts ging auch der Ansitz Steinburg in Aufhofen, ursprünglich ein Küchenmaierhof des Bischofs von Brixen, an die Linie über. Matthias Sell von Teiseck († 24. Mai 1578) diente als Kanoniker und Diakon in Brixen. Der Stall- und Jägermeister Anton Söll von Teysegg erwirkte am 10. November 1640 vom Fürstbischof von Brixen Wilhelm von Welsberg die Konfirmation des adelig lehenbaren Ansitzes Steinburg. Leonhard Sell zu Teisegg und Pizelstetten stiftete 1630 das Epitaph für Peter Sell zu Teisegg und seiner Frau Anna geb. von Brandis zu Leonburg und Vorst. Die Grabinschrift lautet:

„Allhie ligen begraben der Edl gestreng Herr Peter Sell zu Teisegg, vnd die wol Edl Ehr vnd tugend reiche Frau Anna Sellin gebohrne von Brandis zu Leonburg und Vorst. Deren Seelen der Allmächtige Gott genedig vnd Barms herzig seyn, vnd denen nebst allen Christglaubigen Seelen ain froliche Aufers stehung zum Ewigen Leben verleichen wolle. Vnd hat dises Epitaphium maschen lassen der Edl gestreng Herr Leonhart Sell zu Teisegg vnd Pizelstetten, bemeltes Herren Peter Sellen Anichle, denen zu ainer Christlichen Gedächtenus Anno 1630.“

Leonhard Söll von und zu Teissegg wanderte 1630 von Tirol nach Kärnten aus. Dieser Zweig erlangte am 17. Mai 1631 in Kärnten sowie am 25. Oktober 1778 in der Steiermark die Immatrikulation. Am 25. Juli 1716 erhob der Kaiser in Wien den Landschaftsverordneten und Generaleinnehmer in Kärnten, Anton Christian Söll von und zu Teissenegg auf Stainburg in den erblichen Freiherrenstand. In der Pfarrkirche von Vahrn befindet sich der Grabstein mit dem Allianzwappen des Pflegers von Salern, Matthäus Söll von Teissegg und seiner Frau Anna Ursula geb. Vintler von Platsch. Aus der Ehe des k. k. Forstmeisters Franz Joseph von Söll mit Maria Barbara von Pallaus, stammte Leopold Ignaz Söll von Teissegg zu Steinburg und Mohrenberg (* 1722 in Aufhofen; † 1769), 1758 Domherr des Chorherrenstifts zu Brixen, 1766 Stiftsdechant, sowie dessen Schwester Maria Scholastika Söll von Teissegg († 1769), die 1765 zur vorletzten Äbtissin des Klosters Sonnenburg gewählt wurde. Nach dem Tod seines Bruders Johann, trat 1826 der Domherr des Domkapitels zu Brixen Alois von Söll († 1840) in den Besitz der Steinburg, mit dem der Zweig der Familie erloschen ist. In seinem Testament vermachte er die 1823 allodifizierte Steinburg dem Priesterexerzitienhaus in Brixen.

## Wappen
- Stammwappen der Söll von Aichberg: In Rot aus einem silbernen Dreiberg wachsend, ein silberner Zweig oder Stiel gabelig nach unten gebogen, ohne Blätter mit zwei goldenen Eicheln. Auf dem Helm die Schildfiguren, zwischen offenen roten Flug. Helmdecken Rot und Silber.[30]
- Wappen der Söll von Teissegg: Schild geviert. In Feld eins und vier: In Rot ein halbes graues Rind oder Kalb, in Feld zwei und drei: In Silber auf grünem Boden ein geharnischter Krieger mit aufgestemmter Lanze. Herzschild: In Blau ein schwarzer Greif. Auf dem Wappen drei gekrönte Helme. Als Helmzier: 1. der wachsende Krieger, 2. das wachsende Rind oder Kalb, 3. der wachsende Greif. Helmdecken Rot und Silber.[31]

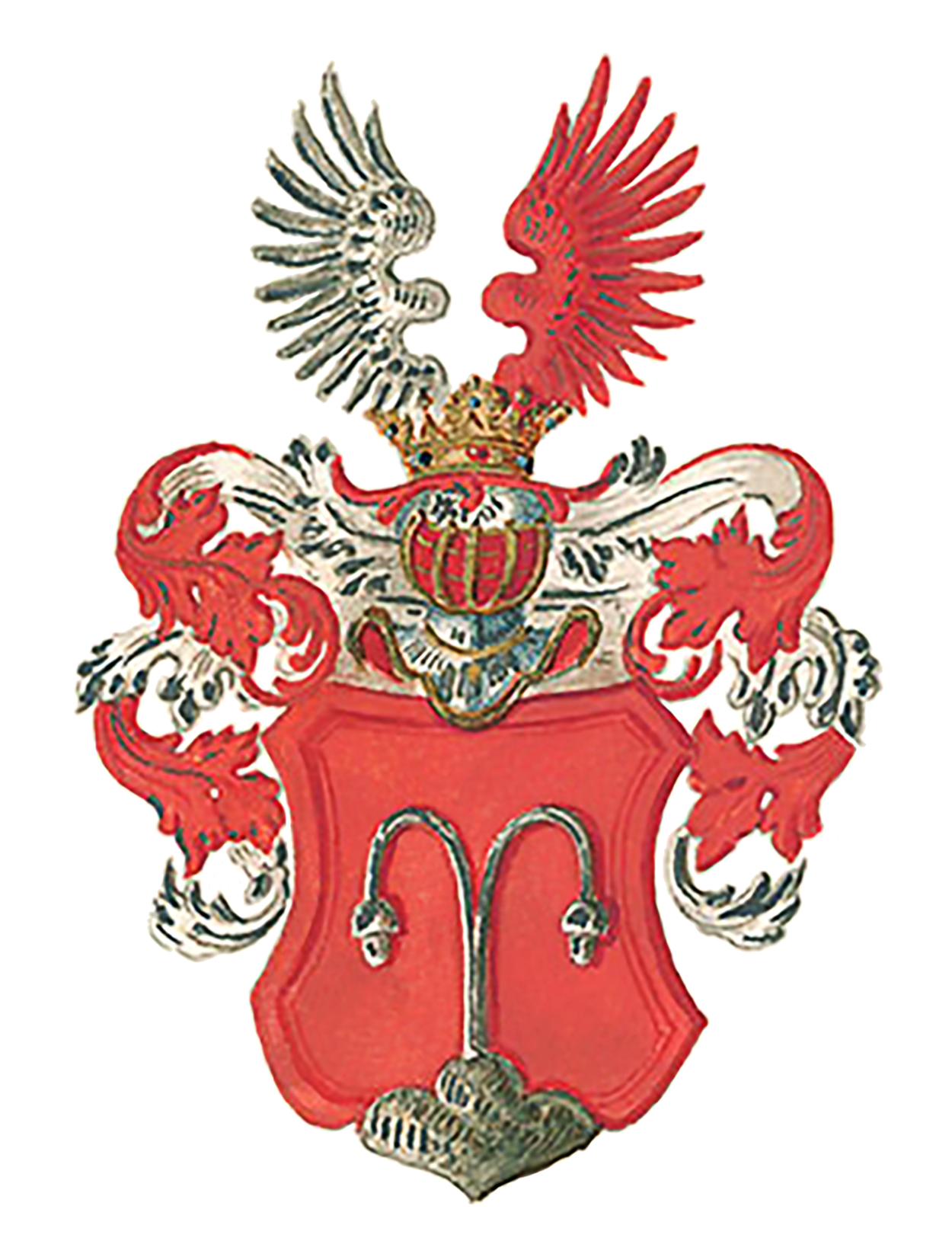
Stammwappen der Söll von Aichberg in der Fischnaler Wappenkartei
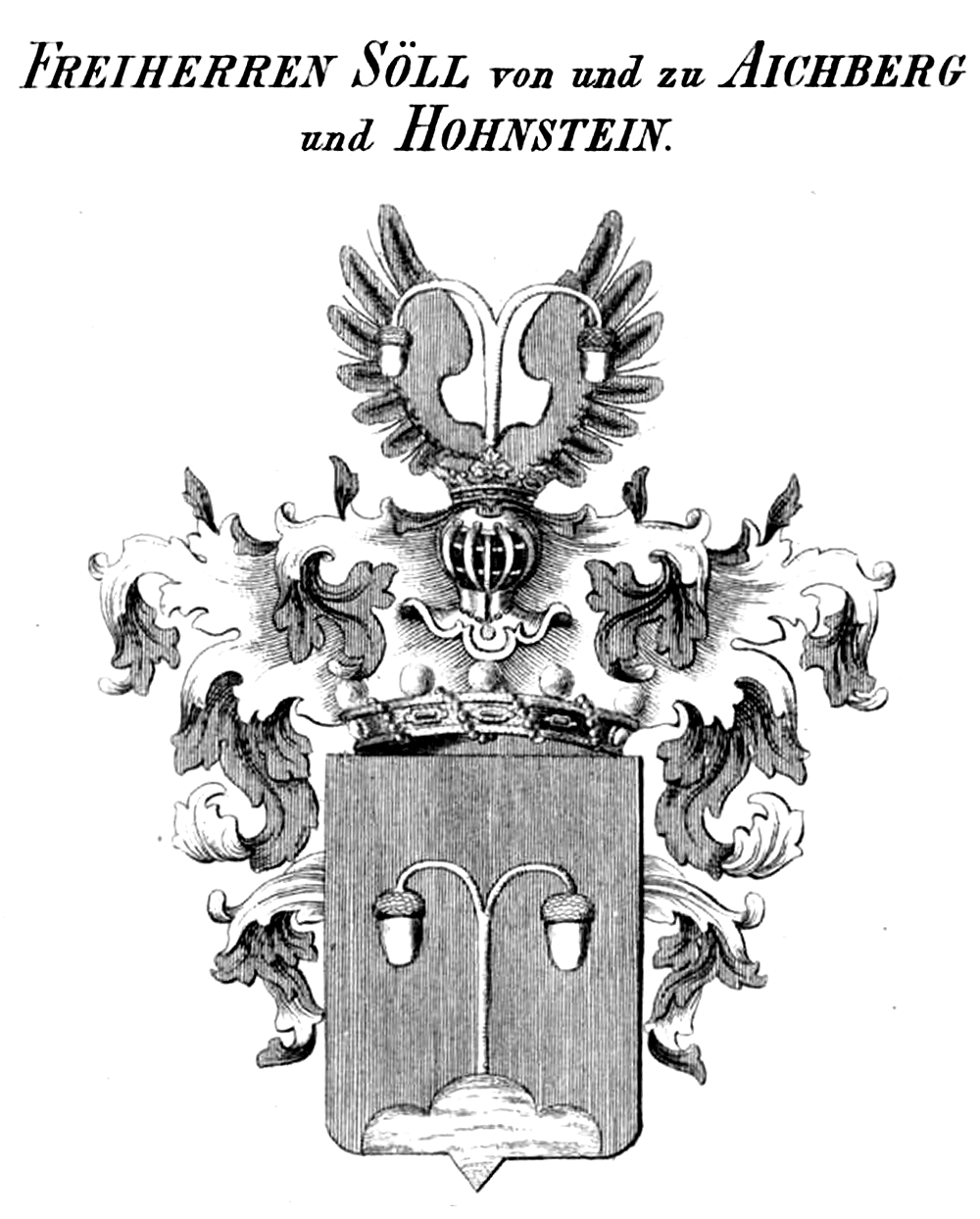
Wappen der Freiherren Söll von und zu Aichenberg und Hohnstein nach Tyroff
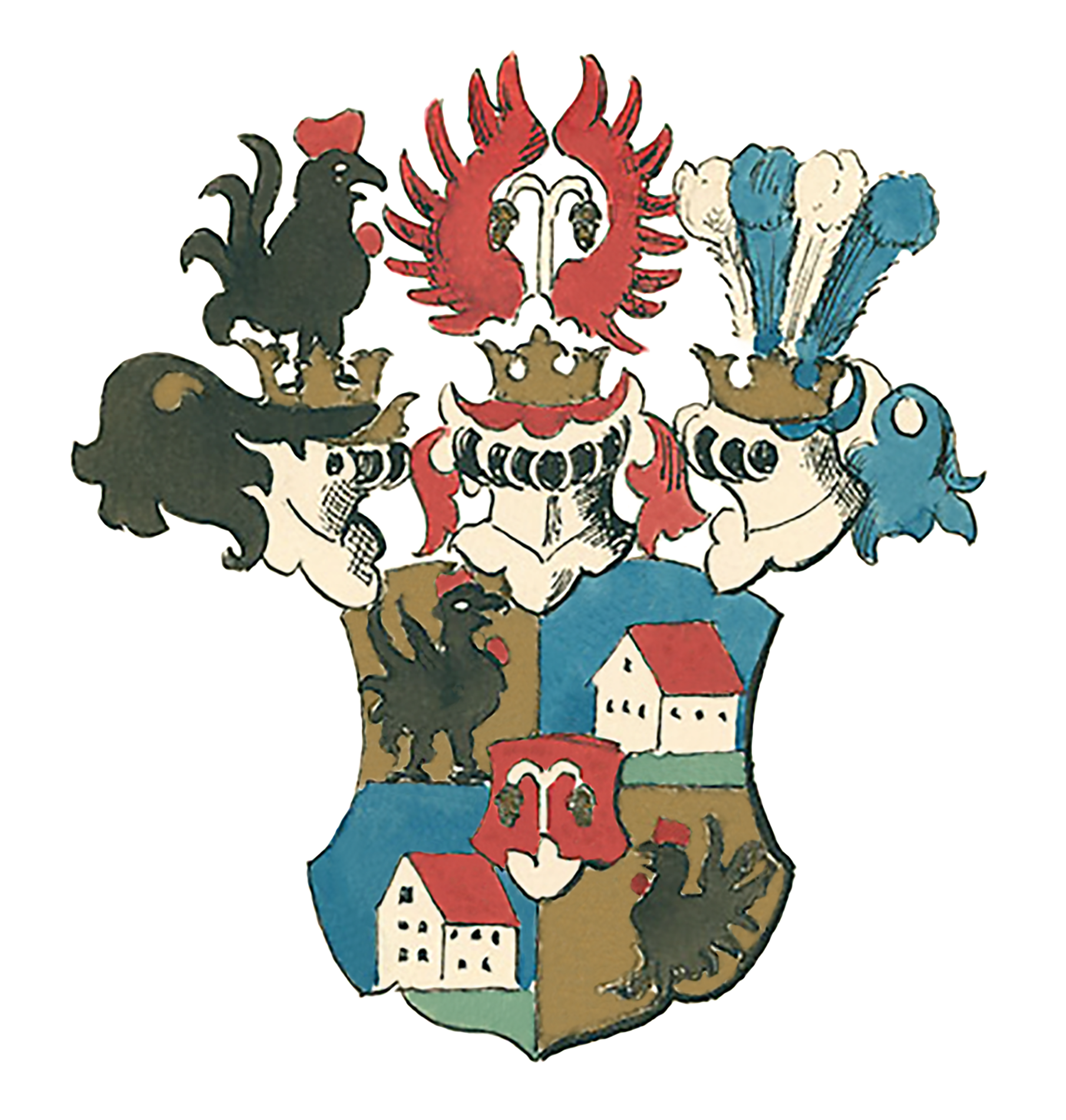
Wappen der Soell (Söll) in der Fischnaler Wappenkartei
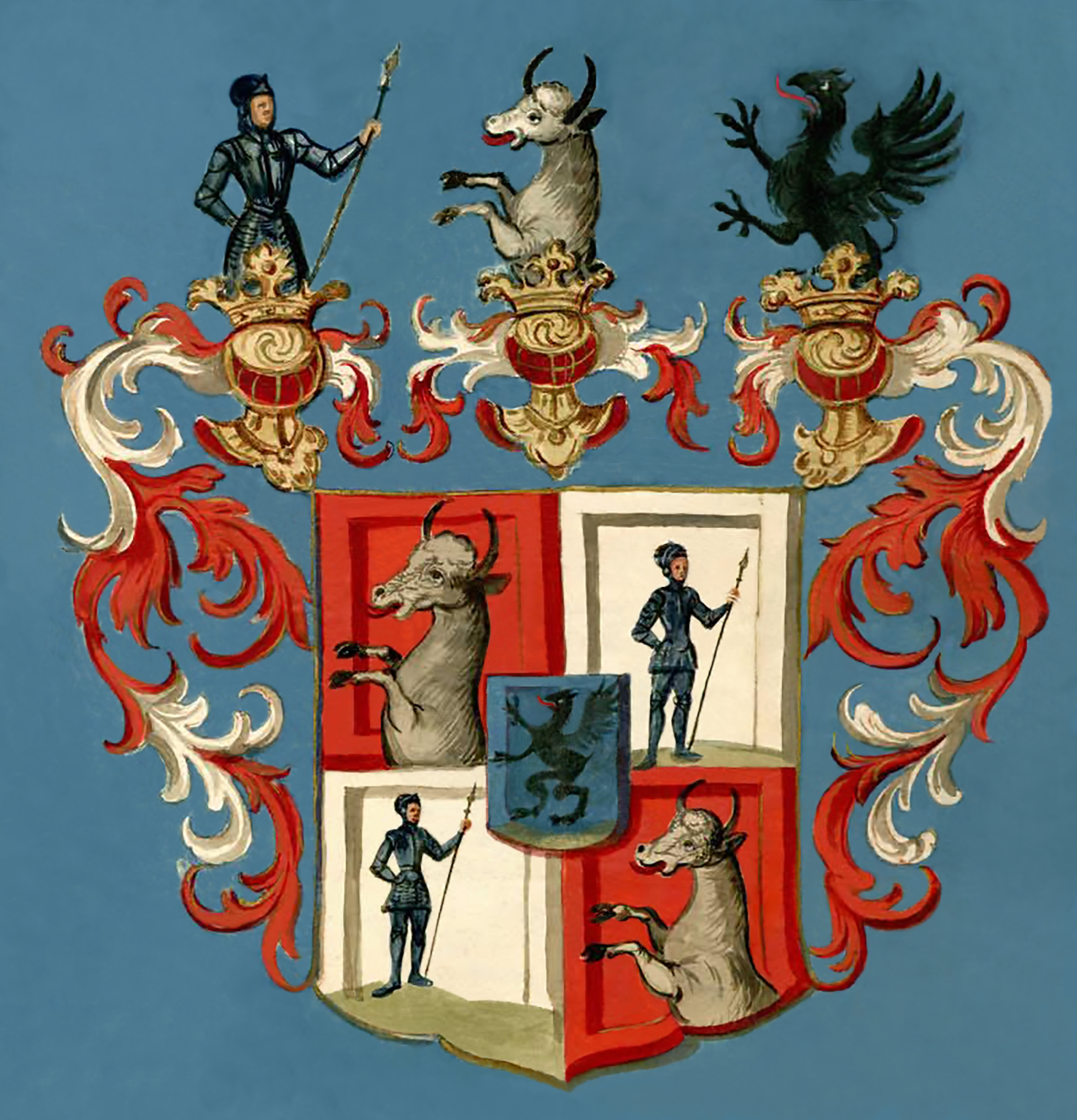
Wappen der Söll von Teissegg (Teissenegg) aus Freiherrendiplom im Österreichischen Staatsarchiv

## Persönlichkeiten
- Alois von Söll († 1840), 1824 Domherr des Domkapitels von Brixen[32]
- Anton Söll von Teysegg, Stall- und oberster Jägermeister im Hochstift Brixen
- Anton Christian Söll von und zu Teissenegg, Landschaftsverordneter und Generaleinnehmer in Kärnten
- Christoph Söll (1517–1552), evangelischer Theologe und erster Pädagoge am Wilhelmerstift in Straßburg
- Johann Jakob Söll von Aichberg, 1619 fürstbischöflicher Rat, Hof- und Lehensrichter
- Leopold Ignaz Söll von Teissegg (1722–1769), 1758 Domherr des Chorherrenstifts zu Brixen, 1766 Dechant
- Maria Scholastika Söll von Teissegg († 1769), 1765 vorletzte Äbtissin des Klosters Sonnenburg[33]
- Matthias Sell von Teiseck († 1578), 1573–1578 Kanoniker, 1576 Diakon in Brixen,[34] Generalvikar[35]
- Matthäus Söll von Teissegg, Präfekt und Pfleger von Salern[36]
- Philipp Jakob Söll von Aichberg (1636–1719), fürstbischöflicher Hofrat[37]
- Sigmund Söll von Teissegg, 1589/90 Haushofmeister des Fürstbischofs Johann Thomas von Spaur.
- Wolfgang Söll von Aichberg, 1632–1635 Pfleger von Anras[38]